# Радио и телевидение БН
«Радио и телевидение БН» или РТВ БН (серб. Радио-телевизија БН) — частная телевизионная компания в Республике Сербской. Принадлежит Владимиру Тришичу. Офис располагается на улице Лазо Костича в Биелине. Вещание в эфир РТВ БН начало в 1998 году. Согласно проведенным опросам, в десяти общинах Республики Сербской РТВ БН смотрят 29,4% зрителей.